# Aute cuture
Aute cuture è un singolo della cantante spagnola Rosalía, pubblicato il 30 maggio 2019 dall'etichetta discografica Sony Music.
Il brano ha ottenuto una candidatura nella categoria di registrazione dell'anno alla 20ª edizione dei Latin Grammy Awards.

## Video musicale
Il video musicale, diretto da Bradley & Pablo, è stato reso disponibile il 30 maggio 2019 in concomitanza con l'uscita del singolo.

## Tracce
Testi e musiche di Leticia Sala, Pablo Díaz-Reixa e Rosalía Vila.
1. Aute cuture – 2:27

## Formazione
- Rosalía – voce, produzione
- El Guincho – produzione, registrazione
- Jaycen Joshua – missaggio
- Chris Athens – assistenza al mastering

## Successo commerciale
Aute cuture ha debuttato alla vetta della classifica dei singoli spagnola compilata dalla Productores de Música de España, diventando così la terza numero uno di Rosalía in madrepatria.

## Classifiche

### Classifiche settimanali
| Classifica (2019) | Posizione massima |
| ----------------- | ----------------- |
| Belgio (Fiandre)  | 59                |
| Cile              | 49                |
| Spagna            | 1                 |

### Classifiche di fine anno
| Classifica (2019) | Posizione |
| ----------------- | --------- |
| Spagna            | 94        |